# Soylent Green
Soylent Green (br: No Mundo de 2020 / pt: À Beira do Fim) é um filme dos Estados Unidos de 1973, do gênero thriller distópico, dirigido por Richard Fleischer e estrelado por Charlton Heston, Leigh Taylor-Young e Edward G. Robinson em seu último filme. 
Vagamente baseado no romance de ficção científica de 1966 Make Room! Make Room! por Harry Harrison, que combina os gêneros polícial e ficção científica. O filme conta a história da investigação sobre o assassinato de um homem de negócios rico e um futuro distópico de oceanos em extinção, efeito estufa, poluição, pobreza, superpopulação, eutanásia e recursos esgotados. 

## Sinopse
No ano de 2022, só a cidade de Nova Iorque conta 40 milhões de habitantes. Para alimentar as inúmeras pessoas pobres e desempregadas, existem tabletes de diversas cores chamados Soylent, o mais popular é o da cor verde chamado de Soylent Green. Soylent Green e supostamente produzido através da industrialização de plancton e algas. Somente os ricos têm acesso a comidas raras, como carnes, frutas e legumes.
Quando um rico empresário das indústrias Soylent Corporation é assassinado em seu luxuoso apartamento, o detetive policial Robert Thorn começa a investigar. Ele de imediato suspeita do guarda-costas do empresário, que alega ter saído na hora do crime. Após interroga-lo, Thorn vai ao apartamento dele e encontra coisas suspeitas, como uma colher com restos do caríssimo morango. Enquanto Thorn persegue o guarda-costas, seu idoso parceiro Sol começa a investigar os registros e papéis do empresário morto. E acaba descobrindo uma verdade estarrecedora sobre o tablete verde.
.

## Elenco principal
- Charlton Heston como Robert Thorn
- Edward G. Robinson como Sol Roth
- Joseph Cotten como William R. Simonson
- Chuck Connors como Tab Fielding
- Leigh Taylor-Young como Shirl
- Brock Peters como Tenente Hatcher